# لورا فيتشا فاليري
لورا فيتشا فاليري (بالإيطالية: Laura Veccia Vaglieri)‏ (1893 - 1989 م) مستشرقة إيطالية.
كانت أستاذة اللغة العربية في جامعة نابولي.

## آثارها
لها عدد من المصنفات منها كتاب «قواعد العربية» في جزأين، ومن آثارها التي نقلت للعربي:
- «محاسن الإسلام» - نقله من الإيطالية طه فوزي. مصر: مطبعة الجامعة الإسلامية (1353 هـ / 1934 م).
- «دفاع عن الإسلام» - نقله إلى العربية منير البعلبكي. لبنان: دار العلم للملايين (1981 م).